# Manakin à tête bleue
Pour les articles homonymes, voir Tête bleue.
Lepidothrix coronata
Espèce
Statut de conservation UICN

 LC  : Préoccupation mineure
Synonymes
- Pipra coronata

Le Manakin à tête bleue (Lepidothrix coronata) est une espèce de passereaux de la famille des pipridés.

## Répartition
Cet oiseau vit en Bolivie, au Brésil, en Colombie, au Costa Rica, en Équateur, au Panama, au Pérou et au Venezuela.

## Habitat
Son habitat naturel est la forêt tropicale ou subtropicale humide en plaine et les forêts primaires fortement dégradées.

## Sous-espèces
Selon Alan P. Peterson, il en existe 8 sous-espèces
- Lepidothrix coronata caelestipileata (Goeldi) 1905 ;
- Lepidothrix coronata caquetae (Meyer de Schauensee) 1953 ;
- Lepidothrix coronata carbonata (Todd) 1925 ;
- Lepidothrix coronata coronata (Spix) 1825 ;
- Lepidothrix coronata exquisita (Hellmayr) 1905 ;
- Lepidothrix coronata minuscula (Todd) 1919 ;
- Lepidothrix coronata regalis (Bond & Meyer de Schauensee) 1940 ;
- Lepidothrix coronata velutina (Berlepsch) 1883.